# Apera
Apera é um género botânico pertencente à família Poaceae, subfamília Pooideae, tribo Aveneae.
O gênero é composto por 18 espécies. Ocorrem na Europa, África, Ásia, América do Norte e América do Sul.

## Sinônimo
- Anemagrostis Trin. (SUS)

## Principais espécies
- Apera intermedia Hack.ex A.B.Jacks.
- Apera interrupta (L.) Beauv.
- Apera spica-venti (L.) Beauv.
- «PPP-Index Lista de espécies»

## Literatura
- Dietmar Aichele, Heinz-Werner Schwegler: Unsere Gräser. Franckh-Kosmos Verlag, 10. Aufl., 1991, ISBN 3-440-06201-5